# Waspán
Waspam correspond au nom anglais de la municipalité qui se nomme officiellement Waspán en langue espagnole et Waspan en langue miskito. 
Il s'agit de la plus grande municipalité du Nicaragua par sa superficie. Elle appartient à la région autonome de la Côte caraïbe nord dont Puerto Cabezas est la capitale régionale.
Cette municipalité est très majoritairement peuplée des habitants de langue et de tradition Miskitos, mais l'espagnol y est couramment pratiqué comme langue vernaculaire dans la petite ville-centre de Waspán et ses nombreux villages indigènes alentour.

## Géographie
La municipalité de Waspán est limitrophe des municipalités de Puerto Cabezas, Bonanza et Rosita, toutes situées dans sa partie méridionale et dans la région autonome de la Côte caraïbe nord tandis qu'à l'ouest, son territoire confine avec la municipalité de San José de Bocay, relevant du département de Jinotega.
À l'est, cette vaste municipalité est bordée par la mer des Antilles depuis l'embouchure du río Coco jusqu'aux limites septentrionales de la municipalité  littorale de Puerto Cabezas. 
La municipalité de Waspán est bordée sur toute sa partie nord par le cours du río Coco qui lui sert de frontière naturelle avec le Honduras, la séparant du Département hondurien de Gracias a Dios.
Le chef-lieu de la municipalité  Waspán, est une petite ville agricole, non loin de la frontière du Honduras. Cette petite ville est située par la route à 632 kilomètres au nord-est de Managua, la capitale, et à 138 kilomètres au nord de la ville de Puerto Cabezas - où Bilwí par les autochtones -, sa capitale régionale.
Le río Coco sert d'artère fluviale importante pour la municipalité de Waspán, il est le plus long fleuve du Nicaragua comme de l'Amérique centrale.

## Population
La municipalité de Waspán recense selon les estimations en 2020 une population totale de 61 375 habitants répartis sur un vaste territoire de 9 342 km² dont 13 081 résident dans la ville-centre.
Cette population est répartie en quatre secteurs ruraux et agricoles dont celui du chef-lieu de la municipalité. Les trois autres sont les secteurs de Río Coco Arriba dispersé en 47 communautés indigènes, de Llano avec 28 communautés et de Río Coco Abajo avec 11 communautés. 

## Économie
Waspán avec ses 13 081 habitants tient lieu de petit centre rural et de marché agricole principal de la municipalité qui compte pour être l'une des plus pauvres du Nicaragua.
Bien reliée par la route à Puerto Cabezas, elle dispose d'un petit aérodrome civil pour les déplacements intérieurs.
Elle est la seule localité de la région caribéenne du Nicaragua avant le franchissement de la frontière avec le Honduras.

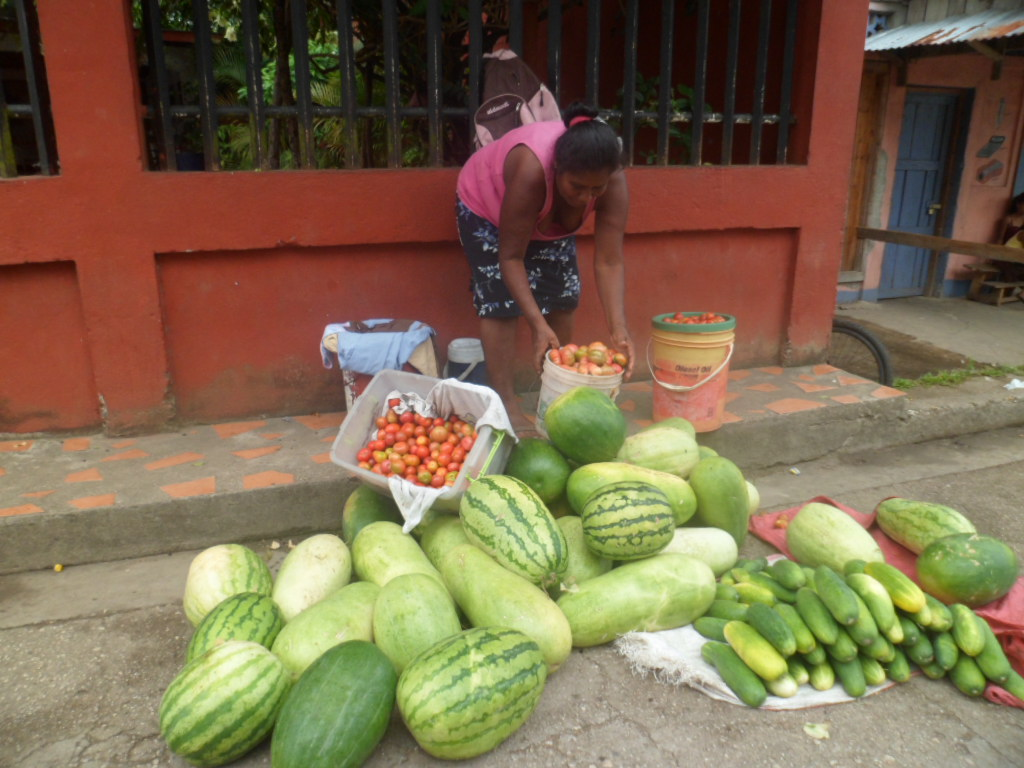
Marché local et coloré de Waspán

Dans l'ensemble de la municipalité, la vie économique est essentiellement agricole et fonctionne en économie d'auto-suffisance dont la pêche artisanale pratiquée sur les lagunes et les nombreux cours d'eau tributaires en grande partie du río Coco.